# Biophytum luetzelburgii
Biophytum luetzelburgii là một loài thực vật có hoa trong họ Chua me đất. Loài này được Suess. mô tả khoa học đầu tiên năm 1942.